# حمار بري إفريقي
الحمار البرّي الإفريقي صنف من فصيلة الخيليات والذي يعتقد بأنه سلف الحمار المستأنس حيث يصنف الإثنين على أنهما الحيوان ذاته في بعض الأحيان ويحملان نفس الاسم العلمي للنوع "asinus" وفي أحيان أخرى يحمل البرّي الاسم العلمي "africanus"، حيث أن البعض الأخر من العلماء يفترض أن الحمر المستأنسة قد اختلفت كليّا عن أسلافها البريّة من عدّة نواحي مما يجعلها تعد نوعا منفصلا. يعيش الحمار البرّي الإفريقي في الصحاري والمناطق الجافة الأخرى عبر شمال شرق إفريقيا في إريتريا، الحبشة، والصومال، وقد امتد موطنه في السابق ليشمل مصر، السودان، ليبيا، وفلسطين. يُقدّر وجود حوالي 570 رأسا من هذه الحيوانات في البريّة اليوم.
يبلغ طول هذه الحمر مترين ويبلغ علوّها ما بين 1.25 و1.45 متر عند الكتفين، ويصل طول ذيلها إلى ما بين 40 و50 سنتيمترا، وتزن ما بين 230 و270 كيلوغراما. يكون لون هذه الحيوانات رماديا باهتا على القسم العلوي من الجسد ويتلاشى تدريجيّا حتى يصبح أبيض في القسم السفلي وعلى القدمين وتمتلك جميع السلالات خطا داكنا على الظهر، ويمتد هذا الخط عبر الكتفين في السلالة النوبيّة (الحمار البري النوبي)كما في الحمار المستأنس، ومن السلالات الأخرى التي تمتلك مظهرا يميزها عن غيرها السلالة الصوماليّة (الحمار البري الصومالي) التي تمتلك خطوطا سوداء عرضيّة على قوائمها شبيهة بتلك التي لحمار الزرد. لهذه الحمر شعر منتصب على رقبتها وآذان طويلة تساعدها على تعديل حرارة جسدها بالإضافة إلى حوافر ضيقة نحيلة تبلغ في حجمها حوالي قطر القوائم.
تعدّ الحمر البرية الإفريقيّة متكيفة تماما مع العيش في البيئة الصحراويّة وشبه الصحراويّة فهي تمتلك جهازا هضميا قادر على هضم وتحليل نبات الصحراء واستخراج العصارات منها بفعاليّة، كما وتستطيع البقاء بدون ماء لفترة طويلة نسبيّا. تستطيع هذه الحمر إرصاد الخطر من مسافة بعيدة بفضل آذانها الطويلة التي تساهم أيضا بتبريد جسدها، وهي تعيش متفرقة عن بعضها نوعا ما (عدا الإناث والصغار)، على العكس من باقي أنواع الخيليّات التي تعيش في قطعان متراصّة، وذلك عائد إلى ندرة النباتات في موطنها مما يدفعها إلى التفرق للبحث عنها بفعاليّة أكبر. تمتلك هذه الحمر صوتا عاليا يمكن سماعه على بعد 3 كيلومترات (ميلين) مما يساعدها على التواصل الدائم مع غيرها من الحمير في الصحراء.
تُظهر إحدى المنحوتات التي عُثر عليها في العراق أن نوعا من الخيليات كان يُستخدم لجر العربات في سومر القديمة قرابة العام 2600 ق.م، والعربات الحربية في أور حوالي العام 2000 ق.م، وقد اقترح البعض أن هذه الحيوانات هي حمر أخدريّة، ولكن الآن يتجه أغلب الظن لاعتبارها حمر مستأنسة من سلالة الحمر البرية الإفريقية.

## السلوك والخواص الأحيائية

### السلوك الاجتماعي
تنشط الحمر البرّية الإفريقيّة خلال ساعات النهار الأكثر برودة أي بين فترة أواخر العصر وأول الصباح، وخلال بقية ساعات النهار تستظل في الأشجار والتلال الصخريّة في موطنها. تعتبر هذه الحمر سريعة قياسا بنوع مسكنها الوعر فقد سجلت سرعتها بحوالي 50 كيلومترا في الساعة (30 ميلا في الساعة). تعيش هذه الحيوانات في قطعان لا تعتبر وثيقة الصلة، وقد يبلغ عدد أفراد القطيع 50 رأسا عند أقصى الحدود. تستطيع الحمر البريّة الإفريقيّة أن تعدو بسرعة كبيرة تماثل سرعة الحصان في ذلك وهي تختلف عن غيرها من الحافريات بأنها لا تهرب فورا عند إحساسها بالخطر بل تميل إلى التحقق منه أولا قبل أن تتصرف، وهي تقوى على الدفاع عن نفسها بواسطة الركلات من قوائمها الخلفيّة والأماميّة على حد سواء.

### التناسل

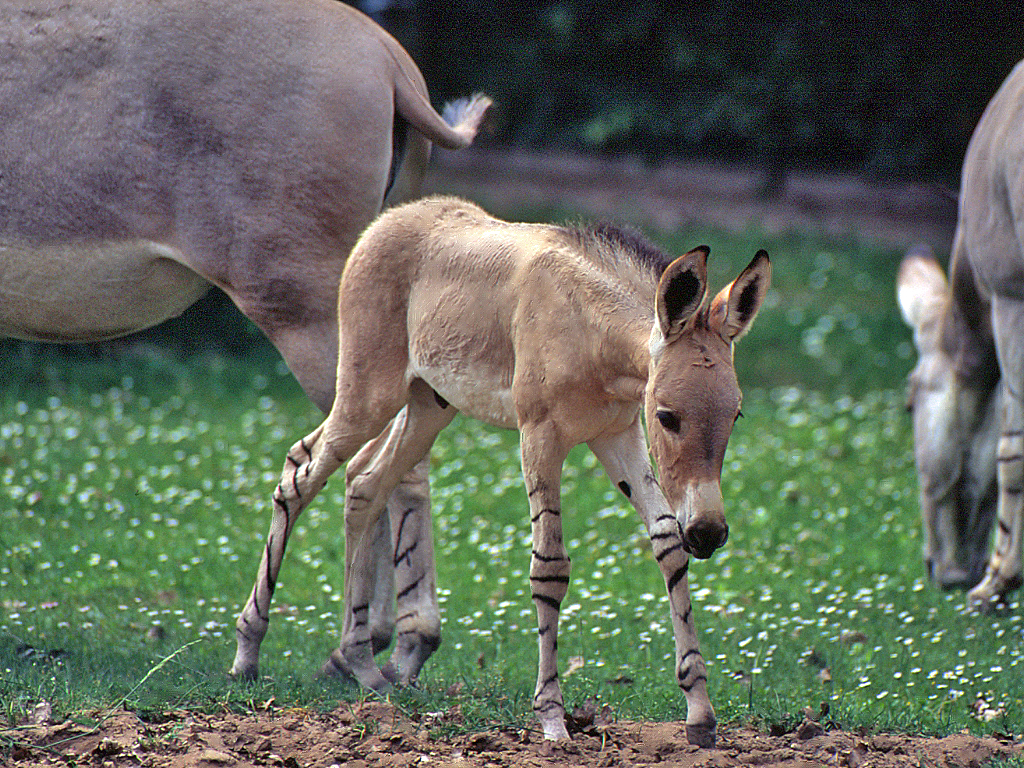
جحش الحمار البري الإفريقي

تسيطر الذكور الناضجة على حوز كبير تبلغ مساحته حوالي 23 كلم² وتقوم بتعليم حدوده بروثها الذي يعتبر أساسيا لتعليم مناطق سهليّة مسطحة كتلك التي تقطنها الحمر، وبسبب كبر حجم حوزها فإن الذكر المسيطر لا يقوى على طرد الذكور العازبة التي تدخله وعوضا عن ذلك فهو يتعرّف إليها ويتحملها طالما أنها تظهر له الخضوع ويبقيها بعيدة عن الإناث المقيمة بأقصى ما يمكن، وبحال وجود أنثى تمر في الدورة النزوية فإن الذكور تنهق عاليا أثناء ملاحقتها. تدوم فترة الحمل 12 شهرا في العادة لتلد بعدها الأنثى جحشا واحدا يتراوح وزنه بين 8.6 إلى 13.6 كيلوغرامات (19 - 30 رطلا). يستطيع الصغير أن يقف ويبدأ بالرضاعة بعد نصف ساعة من ولادته، ويبدأ باللحاق بوالدته بعد بضعة ساعات فقط. يُفطم الجحش عندما يبلغ من العمر حوالي 5 شهور، وتصل الإناث لمرحلة النضج الجنسي في عمر السنتين كما الذكور، إلا أن الأخيرة لا تتناسل إلا بعد أن تصبح قادرة على السيطرة على حوز خاص بها، أي في سن 3 أو 4 سنوات. يصل أمد حياة الحمار البري الإفريقي إلى ما بين 25 و30 عاما في البريّة، أما في الأسر فيمكنه أن يتراوح بين 40 و50 عاما.

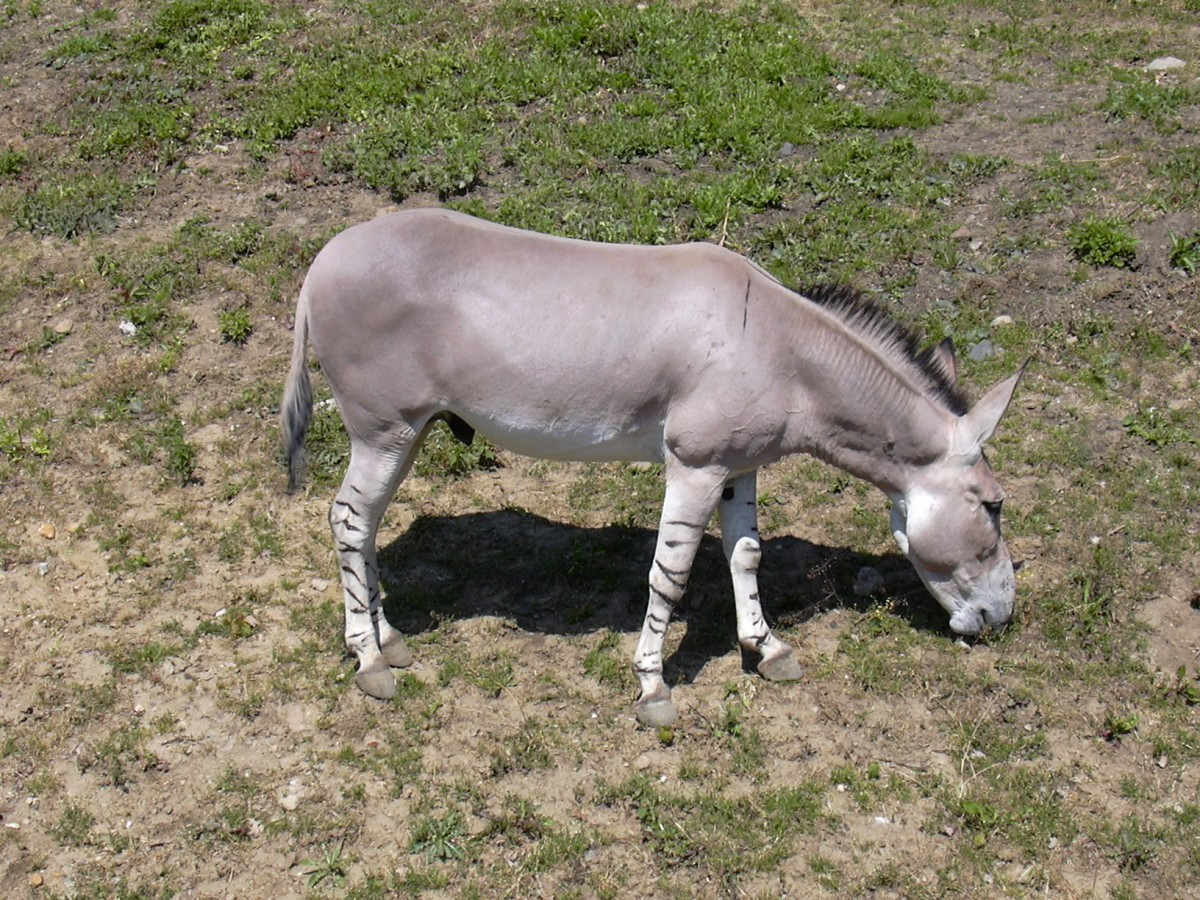
السلالة الصومالية، الحمار البري الصومالي

### الحمية
تقتات الحمر البرّية الإفريقيّة على الأعشاب ولحاء الأشجار وأوراقها، وعلى الرغم من أنها متأقلمة للعيش في مناخات قاحلة بشكل رئيسي إلا أنها تعتمد على الماء وعندما لا تحصل على الكمية المطلوبة من النباتات التي تتناولها فهي تحتاج للشرب كل ثلاثة أيام على الأقل غير أنها تستطيع الاعتماد على كميّه ضئيلة جدا منها بالرغم من ذلك، وعرف عنها أنها تشرب المياه المالحة وحتى العكرة منها.

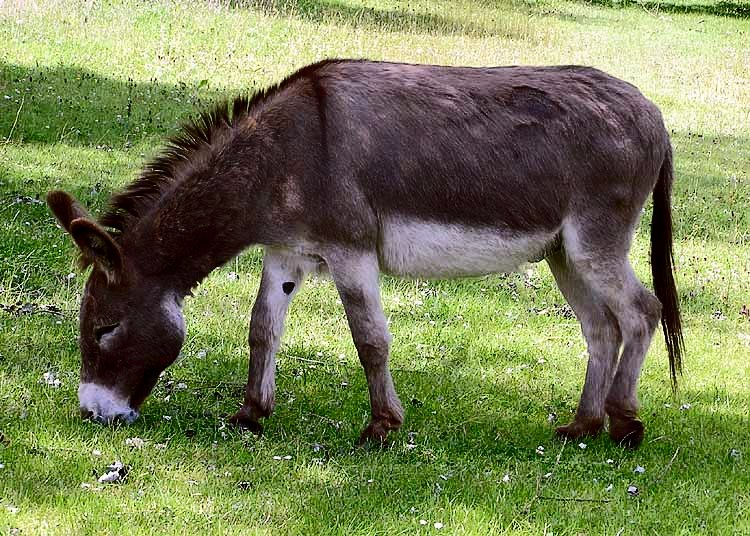
السلالة الحميريّة، الحمار المستأنس

### السلالات
للحمار البري الإفريقي 4 سلالات، ثلاثة منها بريّة، والأخيرة مستأنسة (الحمار المستأنس). علامة † تفيد أن هذه السلالة منقرضة:
- السلالة النوبيّة (الحمار البري النوبي، E. a. africanus)
- السلالة الصومالية (الحمار البري الصومالي، E. a. somalicus)
- السلالة الحميريّة (الحمار، الحمار المستأنس، E. a. asinus)
- السلالة الأطلسيّة (حمار الأطلس البري، E. a. atlanticus) †

## وضع النوع

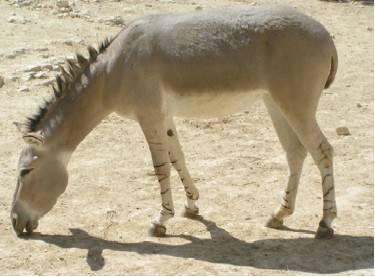
حمار بري صومالي

على الرغم من أن النوع بكامله لا يعتبر مهددا بالانقراض بسبب وجود أعداد كبيرة من الحمر المستأنسة حاليّا، إلا أن كل من السلالالتين البريتين المتبقيتين على قيد الحياة مصنفتان من ضمن الحيوانان المعرضة لخطر الانقراض الأقصى.

### المخاطر
كان يُقبض على الحمر البرّية الإفريقيّة للتدجين منذ قرون عدّة وقد ساهم هذا الفعل بالإضافة إلى تناسلها مع الحمر المستأنسة بالهبوط الجذري الذي حصل لأعداد الجمهرة البرّية حيث بقي الآن بضعة مئات من الأفراد فقط.
تُصاد هذه الحيوانات كمصدر للطعام وللعلاجات التقليديّة في الحبشة والصومال حيث أدت النزاعات الأخيرة إلى توافر الأسلحة النارية في أيدي العديد من الأفراد، بالإضافة إلى ذلك فإن التنافس مع الماشية المستأنسة على المرعى وصعوبة الوصول إلى مصادر المياه بسبب استحداث الأراضي الزراعيّة يؤدي إلى زيادة الضغط على وجود هذا النوع.

### الحفاظ على النوع
يعتبر الحمار البرّي الإفريقي محميا في جميع الدول التي يقطنها اليوم إلا أن تطبيق القوانين التي سنّت لحمايته يعتبر صعبا مما يقلل من فرص بقائه في البريّة. وتوجد حاليا جمهرة صغيرة من السلالة الصومالية في محمية حاي-بار يوطفاتا التي تقع في جنوبي إسرائيل، شمال مدينة إيلات، والتي تختص بإكثار وإنقاذ الحيوانات الصحراوية التي كانت ولا تزال تقطن أرض فلسطين ومنها الحمار البرّي الإفريقي الذي ورد ذكره في التوراة. أنشئت المحمية عام 1968 لإنقاذ حيوانات البلاد الصحراوية الباقية ولإعادة إدخال تلك المنقرضة، إلا أنه يستبعد حاليا إمكانيّة إطلاق هذه الحمير في صحراء النقب لعدّة أسباب، منها أن هناك الكثير من الصعوبات التي ترافق إكثارها في الأسر، كما أنه يُحتمل أن تتناسل والحمر المستأنسة الطليقة في الصحراء، وبالإجمال فإن وضعها العام لايزال غير مستقر ولا يحتمل خسارة أي فرد منها.

## وصلات خارجية
- آركيف: معلومات وصور حول الحمار البري الإفريقي
- موقع حول الخيليات البرية
- الحمار البري الإفريقي والحمار المستأنس من شبكة تنوع الحيوانات